# 왕풍뎅이
왕풍뎅이(Melolontha incana)는 검정풍뎅이과 왕풍뎅이속의 곤충이다.
한국, 일본, 중국 동북부에 분포하며, 몸길이 25~33 mm로 한국에 서식하는 풍뎅이 중 장수풍뎅이 다음으로 크다. 몸통은 타원형이고 머리방패는 직사각형이다. 온몸에 짧은 솜털이 나 있다. 성충은 참나무나 밤나무 잎을 먹고, 유충은 부엽토와 참나무 뿌리를 먹고 산다. 낮에는 숲에서 활동하다 저녁이 되면 불빛에 날아드는데, 산지 주변의 주유소 불빛에 많이 유인되어 날아온다.